# 1991-es magyar fedett pályás atlétikai bajnokság
Az 1991-es magyar fedett pályás atlétikai bajnokság a 18. bajnokság volt. A gyalogló számokat február 26-án a Tricotex Kupán rendezték meg 

## Eredmények

### Férfiak
| Versenyszám      | Arany                                                           | Arany    | Ezüst                            | Ezüst    | Bronz                                                                   | Bronz    |
| ---------------- | --------------------------------------------------------------- | -------- | -------------------------------- | -------- | ----------------------------------------------------------------------- | -------- |
| 60 m             | Rezák Pál Újpesti Dózsa                                         | 6,80     | Zajovics Csaba Győri Dózsa       | 6,83     | Bakos György Újpesti Dózsa                                              | 6,83     |
| 200 m            | Zajovics Csaba Győri Dózsa                                      | 21,59    | Menczer Gusztáv Újpesti Dózsa    | 21,85    | Sámi István Debreceni MTE                                               | 21,85    |
| 400 m            | Kovács Dusán Salgótarjáni Kohász                                | 48,34    | Katona Ervin Újpesti Dózsa       | 48,34    | Hajdú Sándor Vaker                                                      | 48,74    |
| 800 m            | Banai Róbert Újpesti Dózsa                                      | 1:49,66  | Czakó Péter BVSC                 | 1:49,88  | Gyimes Zsolt TFSE                                                       | 1:50,83  |
| 1500 m           | Markó Gábor Micro SC                                            | 3:46,47  | Balázs Dénes Salgótarjáni Kohász | 3:46,71  | Bereczki József Diósgyőri VTK                                           | 3:46,96  |
| 3000 m           | Serfőző Sándor Diósgyőri VTK                                    | 8:24,29  | Markocsán Sándor Micro SC        | 8:24,39  | Kliszek Tamás Újpesti Dózsa                                             | 8:24,42  |
| 4 × 400 m        | Hegedűs Géza Végh György Rozgonyi György Somfai Dávid BEAC-MAFC | 3:20,13  | Nyíregyházi VSC                  | 3:22,30  | TFSE                                                                    | 3:22,49  |
| 60 m gát         | Sárközi Lajos Szolnoki MÁV MTE                                  | 7,95     | Daragó László BEAC-MAFC          | 8,00     | Munkácsi Sándor Újpesti Dózsa                                           | 8,25     |
| 5000 m gyaloglás | Urbanik Sándor Tatabányai Bányász                               | 18:39,85 | Dudás Gyula Szegedi VSE          | 19:54,76 | Faragó Károly Testvériség                                               | 20:59,54 |
| magasugrás       | Bese Benő Csepel                                                | 214 cm   | Ecseri Norbert Csepel            | 210 cm   | Horváth Ádám TFSEKovács István Szolnoki MÁV MTEBakler Zoltán Bp. Honvéd | 205 cm   |
| rúdugrás         | Farkas Zoltán Bp. Honvéd                                        | 530 cm   | Szabó Dezső Újpesti Dózsa        | 520 cm   | Burger Béla Csepel                                                      | 510 cm   |
| távolugrás       | Almási Csaba Újpesti Dózsa                                      | 772 cm   | Szalma László Vasas              | 763 cm   | Stverteczky Zsolt Újpesti Dózsa                                         | 747 cm   |
| hármasugrás      | Czingler Zsolt Újpesti Dózsa                                    | 15,95 m  | Boros Csaba Újpesti Dózsa        | 15,80 m  | Olasz Tamás Testvériség                                                 | 15,69 m  |
| súlylökés        | Kóczián Jenő Diósgyőri VTK                                      | 18,62 m  | Horváth Attila Haladás VSE       | 16,86 m  | Nagy Csaba Csepel                                                       | 15,82 m  |

### Nők
| Versenyszám      | Arany                                                      | Arany   | Ezüst                              | Ezüst    | Bronz                          | Bronz                |
| ---------------- | ---------------------------------------------------------- | ------- | ---------------------------------- | -------- | ------------------------------ | -------------------- |
| 60 m             | Barati Éva Bp. Honvéd                                      | 7,52    | Ecsekiné Juhász E Szolnoki MÁV MTE | 7,52     | Molnár Mónika Szolnoki MÁV MTE | 7,76                 |
| 200 m            | Forgács Judit Tatabányai Bányász                           | 24,35   | Kozáry Ágnes ZTE-Építők            | 24,53    | Barati Éva Bp. Honvéd          | 24,55                |
| 400 m            | Bátori Noémi MTK-VM                                        | 52,63   | Szabó Erzsébet Szeged              | 54,28    | Fodor Kinga MTK-VM             | 55,43                |
| 800 m            | Szabó Erzsébet Szeged                                      | 2:04,93 | Molnár Márta Bp. Spartacus         | 2:08,05  | Klepeisz Edina VEDAC           | 2:11,54              |
| 1500 m           | Rácz Katalin Újpesti Dózsa                                 | 4:30,29 | Csizi Réka Pécsi VSK               | 4:32,67  | Csoboth Klára Pécsi VSK        | 4:32,91              |
| 3000 m           | Ágoston Zita Bp. Honvéd                                    | 9:22,92 | Barócsi Heléna Szolnoki MÁV MTE    | 9:50,31. | Több induló nem volt           | Több induló nem volt |
| 4 × 400 m        | Drommer Helga Fodor Kinga Mátrai Ágnes Bátori Noémi MTK-VM | 3:53,91 | Diósgyőri VTK                      | 3:55,93  | ZTE-Építők                     | 3:58,33              |
| 60 m gát         | Bálint Zita Csepel                                         | 8,41    | Ináncsi Rita Bp. Honvéd            | 8,43     | Borsos Bernadett ZTE-Építők    | 8,60                 |
| 3000 m gyaloglás | Ilyés Ildikó Békéscsabai Előre                             | 12:19,8 | Rosza Mária Békéscsabai Előre      | 12:45,11 | Váradi Ibolya Diósgyőri VTK    | 13:06,59             |
| magasugrás       | Kovács Judit Debreceni MTE                                 | 187 cm  | Fazekas Erzsébet Bp. Honvéd        | 181 cm   | Rácz Ágnes Szolnoki MÁV MTE    | 181 cm               |
| távolugrás       | Ináncsi Rita Bp. Honvéd                                    | 628 cm  | Borsos Bernadett ZTE-Építők        | 593 cm   | Ináncsi Vera KSI               | 583 cm               |
| hármasugrás      | Vanyek Zsuzsa Újpesti Dózsa                                | 12,95 m | Németh Réka Soproni SE             | 12,32 m  | Szala Anett Soproni SE         | 12,31 m              |
| súlylökés        | Horváth Viktória NYVSC                                     | 17,04 m | Stefanovits Mónika Haladás VSE     | 15,30    | Ináncsi Rita Bp. Honvéd        | 14,28 m              |